# Place du Muelle
La place du Muelle ou place du Peirao (place du Quai) est une place d'origine médiévale située à la limite nord du centre historique de Pontevedra (Espagne), tout près du pont du Bourg et du vieux quartier portuaire A Moureira.

## Origine du nom
La place doit son nom à sa situation dans l'espace occupé, il y a cinq siècles, par l'un des plus importants quais de la ville avant les comblements successifs, lorsque la mer arrivait encore à cet endroit au fond du fleuve Lérez.

## Histoire
L'espace occupé par la place était le centre de l'activité portuaire de la ville aux XVe et XVIe siècles et était connu sous le nom de Planche. Le nom provenait du fait qu'une planche maintenue par des piliers en bois atteignait le quai et était utilisée pour le débarquement des embarcations. Cette place avait la condition de rivage urbain en tant qu'espace immédiat et extérieur du bourg lorsque la ville était le principal port de Galice. Certaines de ses premières clôtures aboutissaient à l'ancienne rue des Cans. Au XVIe siècle, il y avait un entrepôt de sel à l'ouest de la place où l'on stockait le sel qui était utilisé pour le salage du poisson déchargé au port. À cette époque également, il existait un guichet dans les remparts médiévaux à la jonction de l'actuelle place Valentín García Escudero avec la rue Arzobispo Malvar et la place du Quai, qui, à proximité du Lérez, servait de lien entre la ville médiévale et les docks de l'époque. Les remparts s'étendaient jusqu'au fleuve, protégeant ainsi les quais.
Au XIXe siècle, il y avait encore des quais et des jetées à cet endroit. En 1848, les navires arrivaient et déchargeaient encore sur la place de la Plancha, et il y avait encore les entrepôts de sel où les cargaisons de sel entraient et sortaient pour être consommées à Pontevedra, dans ses environs et dans la province d'Ourense. En 1856, la place avait encore une forme irrégulière et s'appelait Place de la Planche ou Place du Quai.
En 1876, l'architecte municipal Alejandro Sesmero a proposé de réaliser des "améliorations de l'ornementation et des alignements de la place du Quai et l'emplacement d'une nouvelle fontaine". Avec ces améliorations, la place fut présidée par une fontaine néoclassique en pierre couronnée en 1950 par la statue de la déesse romaine Fama de l'ancienne fontaine de la place de la Herrería,.
En 1931, un étage a été ajouté à un autre existant pour l'actuel Bâtiment de l'association officielle des métreurs et des architectes techniques de Pontevedra, au sud de la place, mais ce n'est qu'au milieu des années 50 du XXe siècle que, selon le projet de l'architecte Juan Argenti Navajas, un étage supplémentaire a été ajouté avec un grenier sous le toit, ce qui a configuré sa structure actuelle.
En 1993, un monolithe en pierre a été installé sur la place avec une inscription rappelant que la caravelle Santa María a été construite sur les quais de Pontevedra.

## Description
C'est une place rectangulaire très irrégulière bordée à l'est par la place Valentín García Escudero et où convergent les rues Barón et Arzobispo Malvar. Elle est pavée et piétonne, comme le reste du centre historique de la ville.
La place est dominée, du côté sud, par le bâtiment noble de l'association officielle des métreurs et des architectes techniques de Pontevedra (Colegio Oficial de Aparejadores y Arquitectos Técnicos de Pontevedra). La partie centrale de la place est un espace paysagé, avec de petits chemins pavés entre les pelouses, qui convergent au centre vers une fontaine néoclassique datant de 1876, surmontée de la statue de la déesse romaine Fama,. La partie inférieure de la fontaine imite un fût classique, avec une petite vasque et quatre mascarons.
Dans la partie nord du jardin se trouve un monolithe en pierre portant l'inscription suivante : "Il y a plus d'un demi-millénaire, la caravelle Santa María "la Gallega" a été construite sur cette rive du Lérez, sur laquelle l'amiral Christophe Colomb a changé le destin du monde".
Au nord de la place, au bout de la rue Arzobispo Malvar, se trouve l'ancienne maison natale de l'intellectuel et maire de Pontevedra Xosé Filgueira Valverde. Des vestiges de la maison dans laquelle vécut le poète, amiral et gentilhomme Paio Gómez Chariño sont conservés sur le site. Il gît dans l'église du couvent Saint-François.

## Bâtiments remarquables
Sur le côté sud de la place se trouve le Bâtiment de l'association officielle des métreurs et des architectes techniques de Pontevedra. Il s'agit d'une grande maison indépendante en pierre qui a adopté son aspect actuel au milieu du XXe siècle. Elle comporte un rez-de-chaussée, deux étages et un grenier. La façade nord, qui donne sur la place, présente une grande cheminée en pierre sur le côté droit et des arcs surbaissés dans les fenêtres du premier et du deuxième étage. Sur la façade de la rue Baron, le premier étage a un balcon le long de la façade et au deuxième étage un balcon au centre et deux galeries à chaque extrémité. Au rez-de-chaussée, les fenêtres et les portes sont protégées par des éléments en acier Corten. Sur le toit, le toit en tuiles est terminé sur les côtés des façades sud et nord par des gargouilles en cuivre proéminentes,,.
Au bout de la rue Arzobispo Malvar, en bordure du côté nord de la place, se trouve la vieille maison où est né Xosé Filgueira Valverde. C'était autrefois la maison du médecin et maire de la ville, Ángel Cobián Areal, et elle a subi de nombreuses transformations. Elle a été reconstruite sur l'ancien pazo de l'amiral Paio Gómez Chariño, et cache les restes d'une tour de l'ancienne muraille médiévale,.

## Galerie

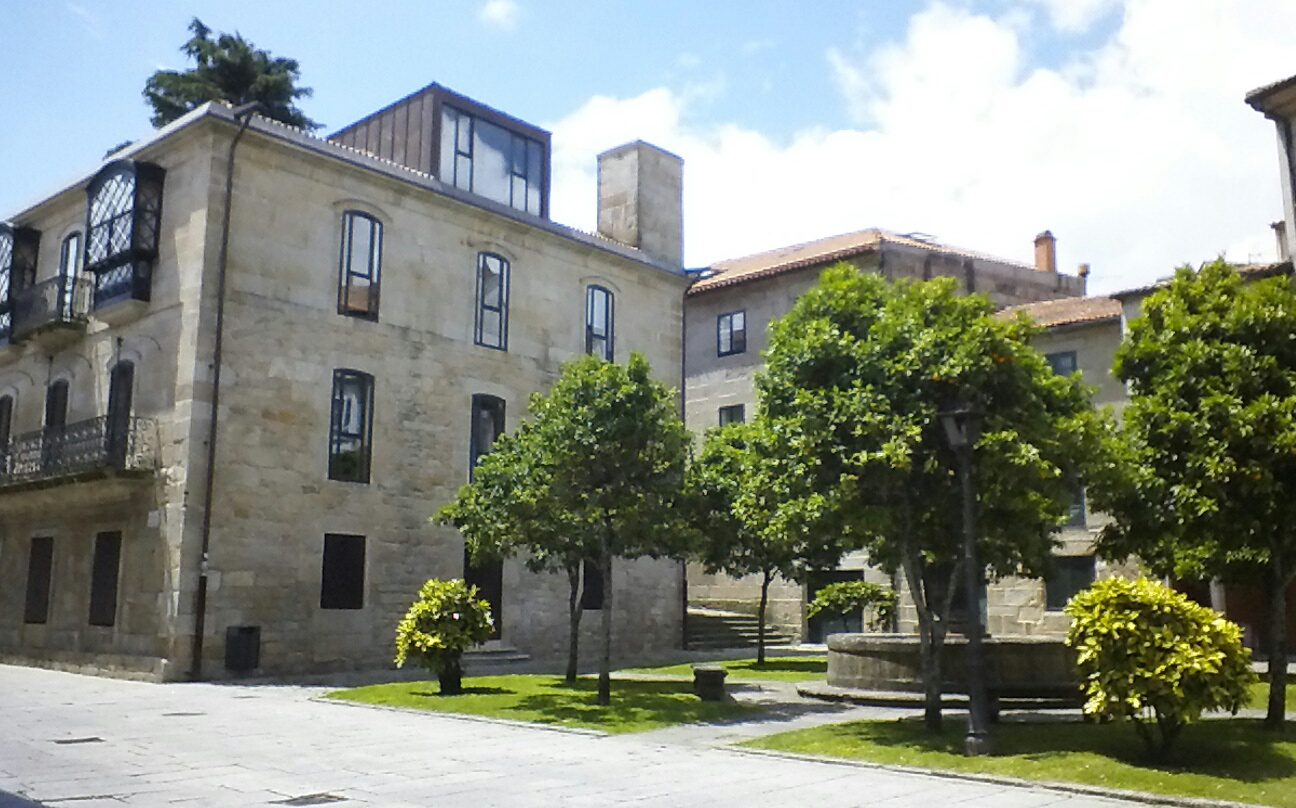
Place du Quai
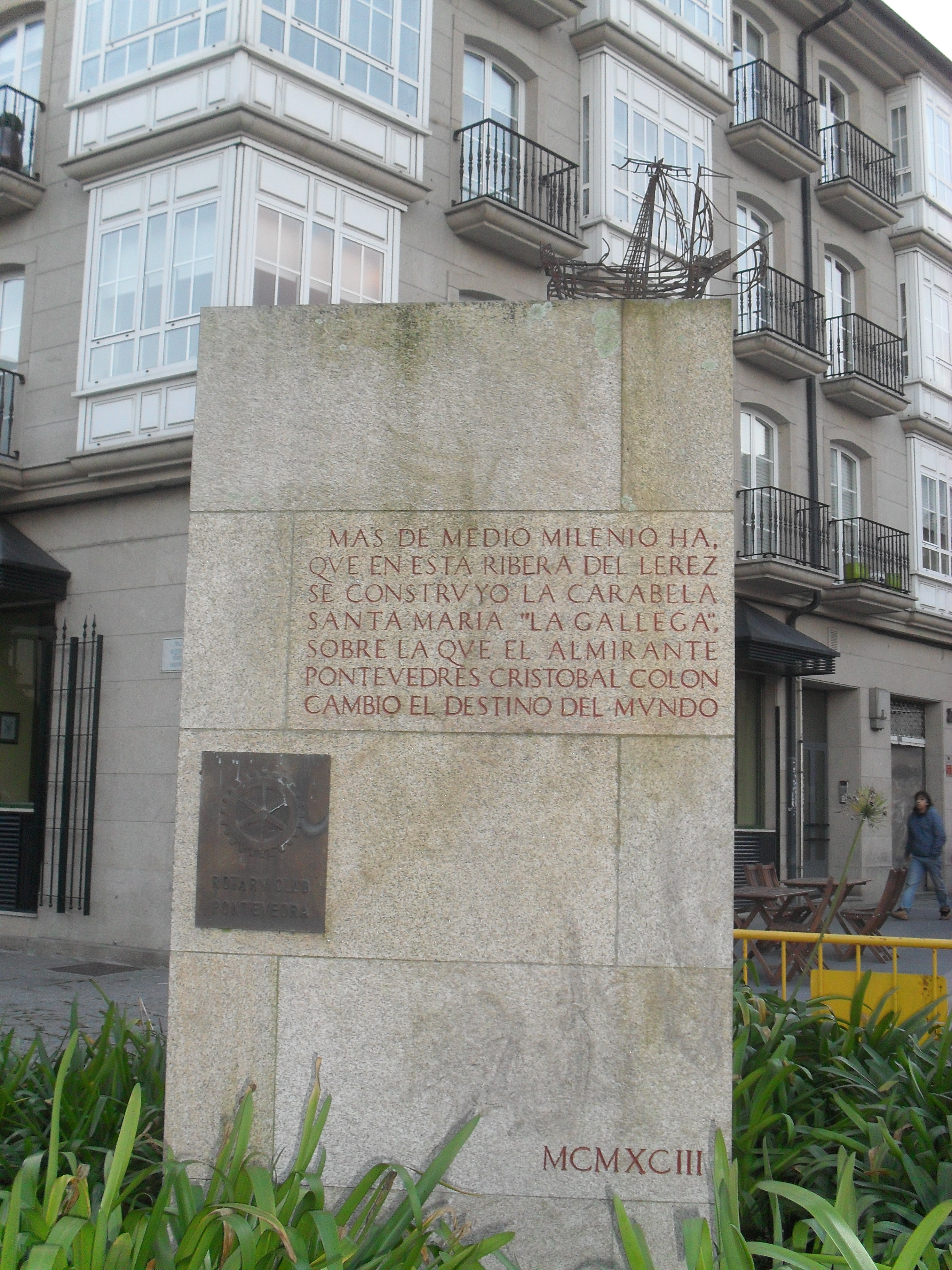
Monolithe et monument à la construction de la caravelle Santa María
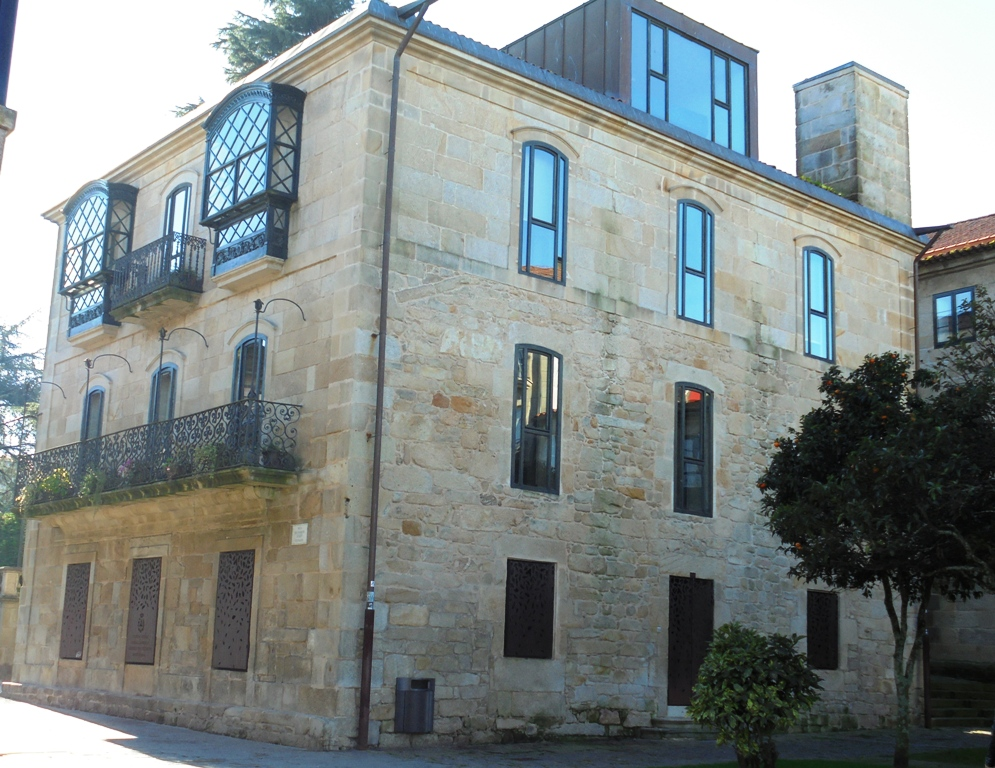
Bâtiment de l'association officielle des métreurs et des architectes techniques de Pontevedra
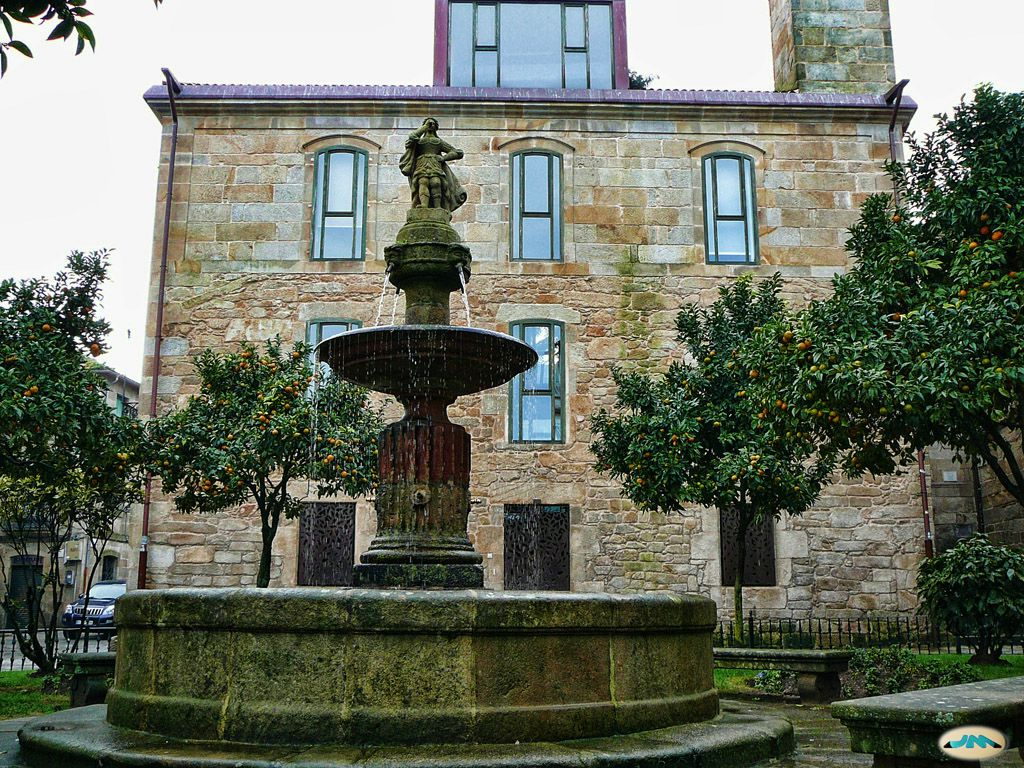
Fontaine néoclassique de 1876 réalisée par Alejandro Sesmero
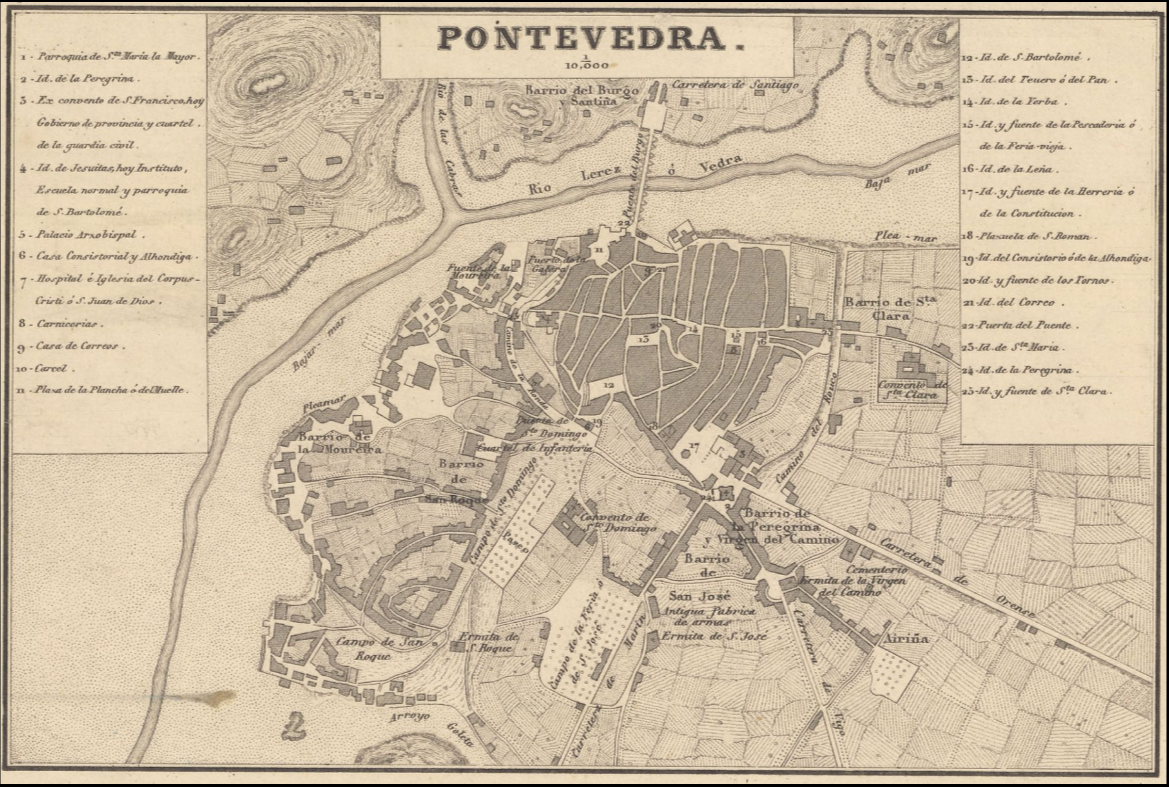
Plan de 1856 avec la place au numéro 11
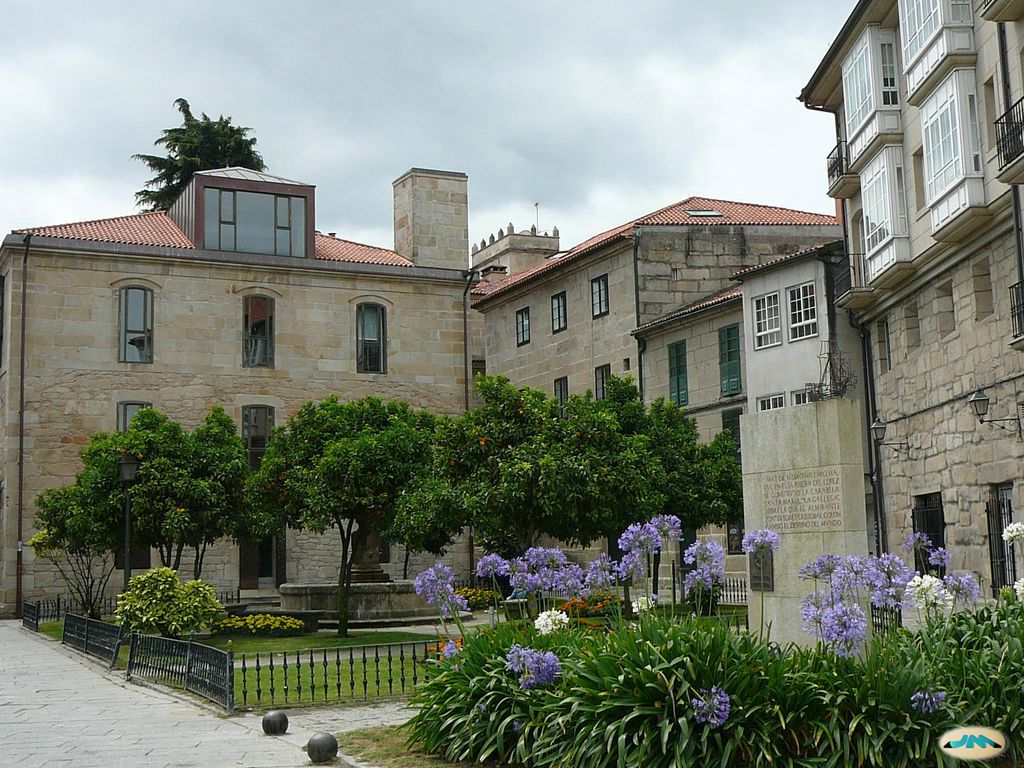
Fleurs sur la place
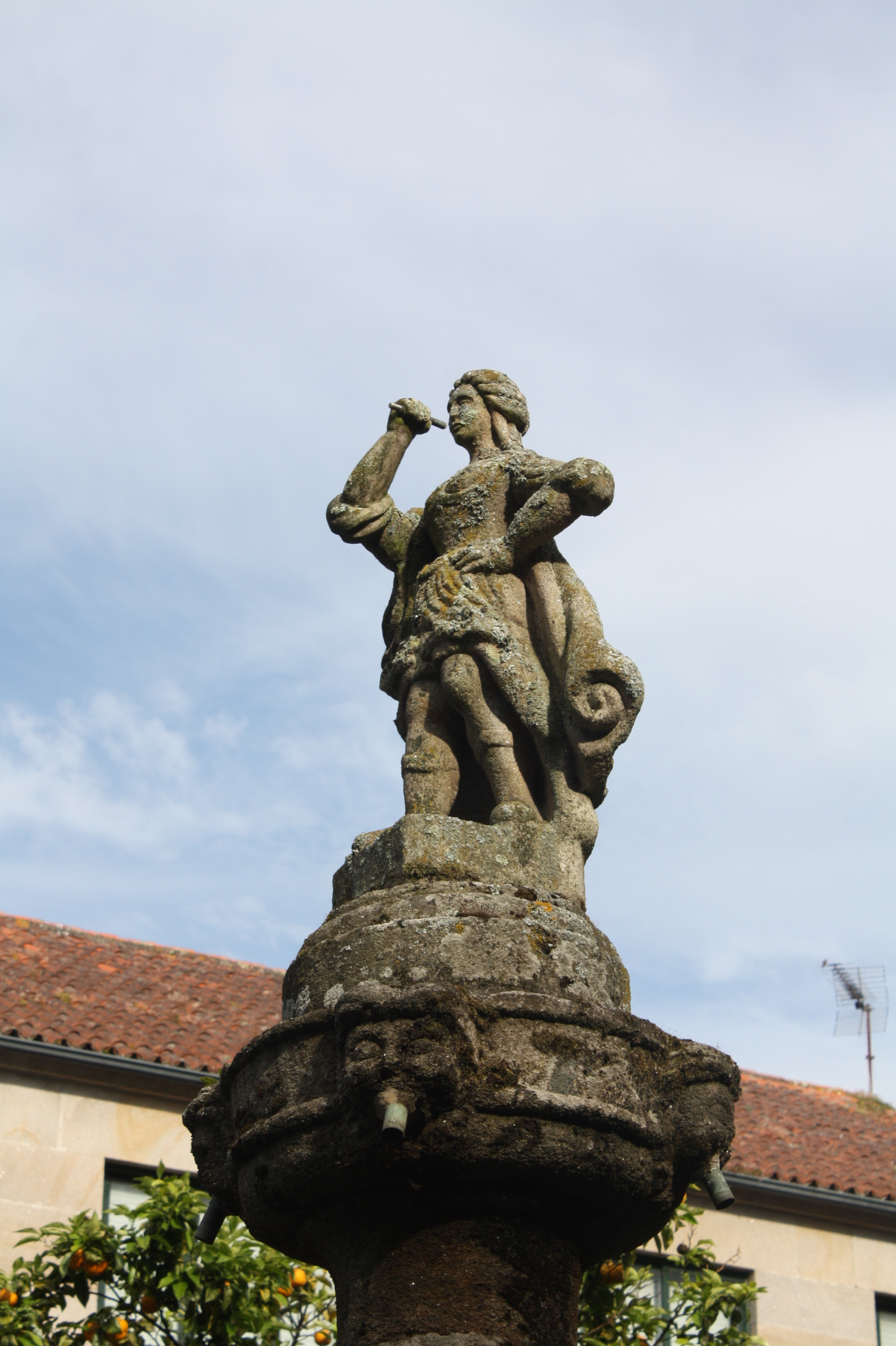
Statue de la déesse romaine Fama couronnant la fontaine de la place
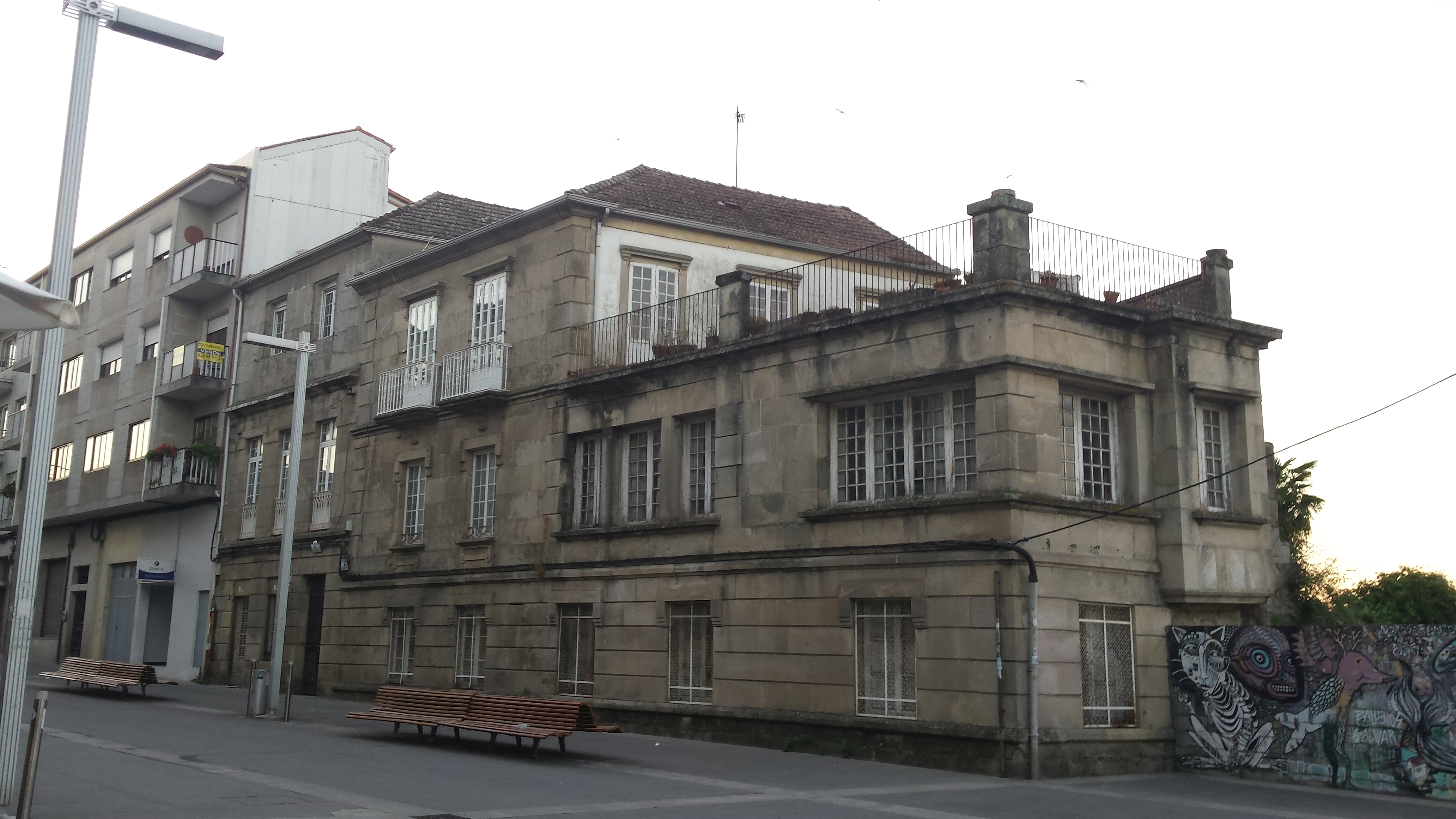
Lieu de naissance de Xosé Filgueira Valverde